# Клеевое бесшвейное скрепление
Клеевое бесшвейное скрепление — скрепление клеем элементов книжного блока по корешку. В производстве применяют адгезив, дающий прочную эластичную пленку. Например, полиуретановый или полиакриламидный клей, поливинилацетатную эмульсию. Надежность адгезивного соединения обеспечивается современным термоклеевым оборудованием.
Метод отличается высокой механизацией процесса, малым количеством операций. Как следствие — снижение себестоимости.

## Сфера применения КБС
Технологию клеевого бесшовного скрепления применяют в типографиях для производства таких видов полиграфии:
- Книги;
- Каталоги;
- Блокноты;
- Тетради;
- Брошюры;
- Журналы;

## Особенности технологии
Клеевое бесшовное скрепление используют при толщине корешка блока от 3 до 50 мм.
Технологический процесс состоит из нескольких последовательных этапов:
- Печать обложки и листов;
- Листы книги собирают в блок;
- Торноширование корешка блока (нанесение насечки для более глубокого проникновения клея) и/или фрезерование (срезают 2-3 мм корешка блока на специальном фрезеровальном станке);
- Введение нитей в торношированные корешки или напрессовывание марли при необходимости увеличения прочности переплёта;
- Бигирование обложки (формирование места сгиба);
- Скрепление клеем обработанного книжного блока корешковой частью с обложкой с применением термоклеевых машин;

## Преимущества
- Возможность применения для многополосных изданий с цифровой или офсетной печатью;
- Бюджетная себестоимость;
- Оперативность изготовления (примерно в пять раз быстрее, чем изданий в твердом переплете);
- Использование любой бумаги плотностью до 220 г/м2;

## Недостатки
- Необходимость тщательного соблюдения нюансов технологического процесса;
- Меньшая долговечность (в сравнении с твердым переплетом);
- Более низкий уровень эстетичности;
- Невозможность открывать книгу на 180° без ущерба для переплета.

## Расчёт толщины корешка
Для расчета толщины корешка в мягком переплёте необходимо знать плотность (г/м2) бумаги и её тип (офсетная, глянцевая, матовая, рыхлая глянцевая, рыхлая матовая).
| ПлотностьТип     | 70    | 79,1  | 80    | 82    | 85    | 90    | 100   | 105   | 115   | 120   | 130   | 140   | 150   | 157   | 170   | 180   | 190   | 200   | 250   | 300   |
| ---------------- | ----- | ----- | ----- | ----- | ----- | ----- | ----- | ----- | ----- | ----- | ----- | ----- | ----- | ----- | ----- | ----- | ----- | ----- | ----- | ----- |
| Офсетная         | 0,090 |       | 0,103 |       | 0,116 | 0,126 |       |       |       |       |       | 0,164 |       |       | 0,198 |       | 0,221 |       |       |       |
| Глянцевая        | 0,057 | 0,062 |       |       |       | 0,067 | 0,074 |       | 0,085 |       | 0,096 |       | 0,112 |       | 0,127 |       |       | 0,144 | 0,184 | 0,230 |
| Глянцевая пухлая |       |       | 0,065 |       | 0,069 | 0,073 | 0,082 | 0,086 | 0,095 | 0,097 | 0,108 | 0,121 | 0,130 | 0,138 | 0,148 | 0,152 |       | 0,176 | 0,235 |       |
| Матовая          | 0,063 |       |       |       |       | 0,078 | 0,087 |       | 0,099 |       | 0,113 |       | 0,135 |       | 0,157 |       |       | 0,178 | 0,225 | 0,285 |
| Матовая пухлая   |       |       | 0,072 | 0,083 | 0,076 | 0,084 | 0,091 | 0,097 | 0,108 | 0,111 | 0,120 | 0,139 | 0,145 | 0,157 | 0,164 | 0,173 |       | 0,200 | 0,282 |       |

Толщину умножают на количество страниц в блоке и делят на 2. Чтобы после нанесения адгезива узнать толщину корешка, нужно к рассчитанной толщине прибавить 1 мм.